# Elpidius
Elpidius ou Elpidios (en grec : Ἐλπίδιος) est un aristocrate byzantin et gouverneur de la Sicile. Il est accusé de trahison contre l'impératrice Irène l'Athénienne ce qui fait de lui un rebelle. Après avoir été vaincu, il fait défection et rejoint le califat abbasside. Là, il est reconnu comme empereur byzantin.

## Biographie
Rien n'est connu d'Elpidius avant février 781, quand l'impératrice Irène le nomme gouverneur (stratège) du thème de Sicile. À cette époque, il détient déjà la dignité de patrice, la plus importante dans l'Empire byzantin. Le chroniqueur Théophane le Confesseur mentionne simplement qu'il a déjà détenu le poste de gouverneur de Sicile, soit sous Léon VI, soit sous Constantin V,. Toutefois, peu après, le 15 avril, Irène est informée qu'il a soutenu un complot dévoilé en octobre dernier et qui prévoyait de la déposer pour la remplacer par le césar Nicéphore, le fils survivant le plus âgé de Constantin V. Irène décide immédiatement d'envoyer le spathaire Théophilos en Sicile pour ramener Elpidius à Constantinople. Bien que sa femme et ses enfants soient restés derrière lui à Constantinople, Elpidius refuse l'ordre impérial et est soutenu par le peuple et les soldats locaux. Il ne semble pas qu'il se soulève explicitement contre l'impératrice mais cette dernière fouette publiquement sa femme et ses enfants avant de les enfermer dans le prétoire de la capitale,.
À l'automne 781 ou au début de 782, Irène envoie contre lui une importante flotte sous la direction d'un eunuque loyal, le patrice Théodore. Les forces d'Elpidius sont maigres et après plusieurs batailles, elles sont vaincues. Avec son lieutenant, le dux Nicéphore (probablement le gouverneur de Calabre), il rassemble ce qu'il reste du trésor du thème et s'enfuit vers l'Afrique du Nord, où les autorités arabes l'accueillent. Là, il se proclame empereur, une proclamation formelle reconnue par le gouvernement abbasside,. Toutefois, sa vie en exil est peu connue. On sait seulement qu'il participe à une campagne de grande envergure (comprenant 40 000 hommes) contre Byzance en 792 ou 794. Les Abbassides espèrent probablement l'installer comme empereur rival en Asie Mineure mais l'armée d'invasion est rassemblée au début d'un hiver précoce et rude. De fait, elle perd de nombreux hommes et est contrainte de se replier. Selon les sources syriaques, il est encore vivant en 802, quand Irène est déposée par Nicéphore Ier. Quand il apprend cet évènement, il semble qu'il ait conseillé Abd al-Malik ibn Salih, l'émir de Mésopotamie, de « retirer sa soie et de mettre son armure » alors que Nicéphore poursuit une politique plus agressive que celle d'Irène envers les Abbassides.